# Canton de Lussac
Le canton de Lussac est une ancienne division administrative française située dans le département de la Gironde et la région Aquitaine.

## Géographie
Ce canton était organisé autour de Lussac dans l'arrondissement de Libourne. Son altitude variait de 10 m (Néac) à 117 m (Puynormand) pour une altitude moyenne de 100 m.

## Composition
Le canton de Lussac regroupait treize communes et comptait 8 166 habitants (population municipale) au 1er janvier 2010.
| Nom                         | Code Insee | Intercommunalité              | Superficie (km2) | Population (dernière pop. légale) | Densité (hab./km2) |
| --------------------------- | ---------- | ----------------------------- | ---------------- | --------------------------------- | ------------------ |
| Les Artigues-de-Lussac      | 33014      | CC du Grand Saint-Émilionnais | 10,16            | 1 097 (2014)                      | 108                |
| Francs                      | 33173      | CC du Grand Saint-Émilionnais | 6,59             | 199 (2014)                        | 30                 |
| Gours                       | 33191      | CA du Libournais              | 7,89             | 518 (2014)                        | 66                 |
| Lussac                      | 33261      | CC du Grand Saint-Émilionnais | 23,43            | 1 300 (2014)                      | 55                 |
| Montagne                    | 33290      | CC du Grand Saint-Émilionnais | 26,66            | 1 581 (2014)                      | 59                 |
| Néac                        | 33302      | CC du Grand Saint-Émilionnais | 6,88             | 399 (2014)                        | 58                 |
| Petit-Palais-et-Cornemps    | 33320      | CC du Grand Saint-Émilionnais | 14,32            | 767 (2014)                        | 54                 |
| Puisseguin                  | 33342      | CC du Grand Saint-Émilionnais | 17,25            | 871 (2014)                        | 50                 |
| Puynormand                  | 33347      | CA du Libournais              | 7,64             | 312 (2014)                        | 41                 |
| Saint-Christophe-des-Bardes | 33384      | CC du Grand Saint-Émilionnais | 7,69             | 459 (2014)                        | 60                 |
| Saint-Cibard                | 33386      | CC du Grand Saint-Émilionnais | 3,54             | 183 (2014)                        | 52                 |
| Saint-Sauveur-de-Puynormand | 33472      | CA du Libournais              | 5,57             | 386 (2014)                        | 69                 |
| Tayac                       | 33526      | CC du Grand Saint-Émilionnais | 7,22             | 132 (2014)                        | 18                 |

## Démographie
| 1962  | 1968  | 1975  | 1982  | 1990  | 1999  | 2006  | 2011  | 2012  |
| ----- | ----- | ----- | ----- | ----- | ----- | ----- | ----- | ----- |
| 8 405 | 8 417 | 8 104 | 8 351 | 8 181 | 7 765 | 8 101 | 8 203 | 8 271 |

## Histoire
De 1833 à 1848, les cantons de Coutras et de Lussac n'avaient qu'un seul conseiller général. Le nombre de conseillers généraux par département était limité à 30.

## Représentation

### Conseillers généraux de 1833 à 2015
| Période | Période          | Identité                        | Étiquette              | Qualité |
| ------- | ---------------- | ------------------------------- | ---------------------- | --- |
| 1833    | 1844             | Pierre Drivet                   |                        | Conseiller honoraire à la Cour royale de Bordeaux Propriétaire à Léonat, Lussac                               |
| 1844    | 1845             | Élie Decazes, Duc de Glücksberg |                        | Premier secrétaire d'ambassade en Espagne                                                                     |
| 1845    | 1848             | André Feuilhade-Chauvin         | Majorité               | Procureur général près la Cour royale de Bordeaux puis conseiller à la cour de cassation Député (1842-1849)   |
| 1848    | 1871             | Bertrand Gérard                 |                        | Notaire à Puisseguin                                                                                          |
| 1871    | 1873 (démission) | Henry Combret                   | Républicain            | Propriétaire à Lussac                                                                                         |
| 1873    | 1898             | Jean Poitou                     | Républicain            | Propriétaire viticulteur à Libourne, officier de santé                                                        |
| 1898    | 1940             | Joseph Petit                    | RG                     | Médecin à Lussac Nommé conseiller départemental en 1943                                                       |
|         |                  |                                 |                        | |
| 1945    | 1970             | Marceau Dupuy                   | RPF puis Rad. puis PSU | Propriétaire-viticulteur Député de 1946 à 1951 Maire de Puisseguin de 1935 à 1977                             |
| 1970    | 1976             | Bertrand de Garnier des Garets  | UDR                    | Agent commercial mandataire Suppléant de Robert Boulin, Député (1968-1973) Maire de Saint-Médard-de-Guizières |
| 1976    | 1982             | Georges Delord                  | PS                     | Maire de Lussac (1971-1982)                                                                                   |
| 1982    | 2001             | Jean Trocard                    | UDF                    | Viticulteur Maire des Artigues-de-Lussac (1975-2001)                                                          |
| 2001    | 2015             | Pierre Yerlès                   | UMP                    | Viticulteur Maire de Montagne (1989-2017) Président de la Communauté de Communes de Lussac (2005-2012)        |

### Conseillers d'arrondissement (de 1833 à 1940)
| Période                                  | Période          | Identité            | Étiquette                             | Qualité |
| ---------------------------------------- | ---------------- | ------------------- | ------------------------------------- | --- |
| 1833                                     | 1836             | M. Favereau-Terrien |                                       | Propriétaire à Lussac                                                                                       |
| 1836                                     | 1839             | M. Dolezac          |                                       | Propriétaire à Lussac                                                                                       |
| 1839                                     | 1848             | Jean Mouillac       |                                       | Notaire, propriétaire, maire de Lussac                                                                      |
|                                          |                  |                     |                                       | |
| 1871                                     | 1884 (décès)     | Antoine Jeansonnet  | Républicain                           | Maire de Lussac                                                                                             |
| 1884                                     | 1887 (démission) | M. Laporte          |                                       | |
| 1887                                     | ?                | J.J. Carré          | Républicain                           | Maire des Artigues                                                                                          |
|                                          |                  |                     |                                       | |
| ?                                        | 1907             | M. Pignon           |                                       | |
| 1907                                     | 1919             | M. Audouin          | Nationaliste puis Républicain libéral | |
| 1919                                     | 1931             | M. Berthomieux      |                                       | |
| 1931                                     | 1936 (décès)     | Ernest Berthon      | Républicain                           | Ingénieur agricole, membre de la Chambre d'agriculture, maire de Montagne                                   |
| 1936                                     | 1940             | M. Pierre           | Radical                               | |
| 1940                                     |                  |                     |                                       | Les conseils d'arrondissement ont été suspendus par la loi du 12 octobre 1940 et n'ont jamais été réactivés |
| Les données manquantes sont à compléter. |                  |                     |                                       | |